# Mission de l’Organisation des Nations Unies en République Démocratique du Congo
Die Mission der Vereinten Nationen für die Stabilisierung in der Demokratischen Republik Kongo (offizielle französische Bezeichnung: Mission de l'Organisation des Nations unies pour la stabilisation en République démocratique du Congo; Abkürzung: MONUSCO) ist einer der derzeit größten friedenssichernden Einsätze der Vereinten Nationen.
Bis zum 30. Juni 2010 lautete der Namen MONUC.

## Einrichtung der Mission 1999
Diese Mission wurde am 30. November 1999 durch die Resolution 1279 des UN-Sicherheitsrates ins Leben gerufen. Anlass war der zweite Kongokrieg von 1998 bis 2002, in dem sich Truppen der Regierung Kabila und verschiedene Rebellengruppen sowie Einheiten mehrerer benachbarter afrikanischer Staaten gegenüberstanden. Zunächst wurden 500 militärische Beobachter entsandt und das Mandat später auf der Grundlage weiterer Resolutionen erweitert.

## Ausbau der Mission 2000–2004
Am 24. Februar 2000 (Resolution 1291) wurde die Truppenstärke auf über 5.500 erhöht. Die Blauhelme sollten die Waffenruhe beobachten und Hilfstransporte erleichtern. Grundlage war Kapitel VII der UN-Charta. Bei Kämpfen zwischen ruandischen und ugandischen Truppen in Kisangani griffen sie allerdings nicht ein.
Ab 2001 sollte, zunächst auf freiwilliger Basis, die Entwaffnung, Demobilisierung und gesellschaftliche Wiedereingliederung von Kombattanten durchgeführt werden. Im Frühjahr 2003 verübten örtliche Milizen in der Provinz Ituri Massaker an der Zivilbevölkerung, welche die MONUC nicht verhindern konnte. Zwischen Juni und September 2003 wurde die MONUC durch die Operation Artemis der EUFOR unter französischer Führung unterstützt. Mit Resolution 1493 vom 28. Juli 2003 wurde ein Waffenembargo im Ostkongo verhängt und die Truppenstärke der MONUC auf 10.800 erhöht.

## Einsatz ab 2005
Erst nachdem die MONUC wiederholt von Rebellen beschossen und etliche MONUC-Soldaten getötet worden waren, wurde der Truppe durch ein Mandat nach Kapitel VII der UN-Charta erlaubt, Gewalt einzusetzen. In der Resolution 1592 vom 30. März 2005 wurde MONUC beauftragt, die Zivilbevölkerung mit allen notwendigen Mitteln militärischer Gewalt (also ein sogenanntes robustes Mandat) zu schützen und gegen illegale bewaffnete Gruppen vorzugehen. Daraufhin wurden in Ituri 12.000 Milizangehörige entwaffnet.
Ende März 2005 betrug die Truppenstärke 16.700 Soldaten aus 49 Ländern. In der Resolution 1635 vom 28. Oktober 2005 wurde das Mandat bis zum 30. September 2006 verlängert. UN-Generalsekretär Kofi Annan konnte sich allerdings mit der Forderung nach 2500 zusätzlichen Soldaten beim UN-Sicherheitsrat nicht durchsetzen; stattdessen wurden nur 300 genehmigt.
Vom 1. Juli 2003 bis zum 20. Juni 2004 hatte die Mission bereits 608,23 Millionen US-Dollar gekostet; die Kosten für 2005 wurden auf etwa eine Milliarde US-Dollar geschätzt. Im Verlauf der Mission kamen bis zu diesem Zeitpunkt 87 MONUC-Angehörige ums Leben.
Am 21. April 2006 sollen MONUC-Soldaten zusammen mit der kongolesischen Armee gegen das Dorf Kazana vorgegangen sein, in dem sich angeblich bewaffnete Rebellen aufhielten. Die MONUC-Soldaten sollen das Dorf unter Mörser-Feuer genommen haben, wobei 25 bis 34 Menschen getötet worden sein sollen. Danach hätten die Soldaten der MONUC zugesehen, wie die kongolesischen Soldaten das Dorf niederbrannten.
Am 30. Juli 2006 sicherten die inzwischen rund 17.000 Soldaten der MONUC mit Unterstützung von 2.000 Soldaten der EUFOR RD Congo und einheimischen Kräften die Wahlen im Kongo ab.

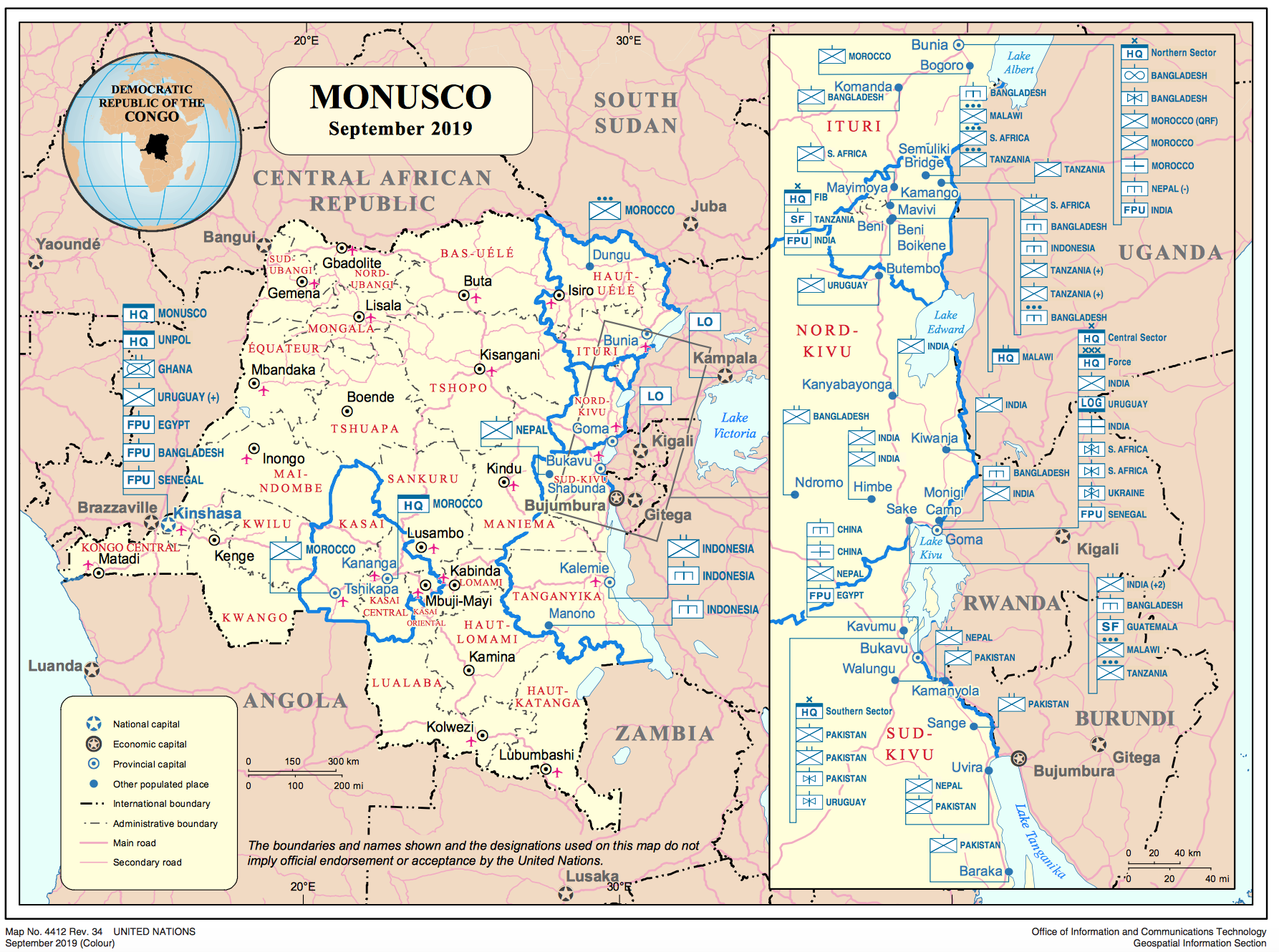
MONUSCO Camps im September 2019

Am 28. Juni 2011 verlängerte der UN-Sicherheitsrat die Mission in der Resolution 1991 des UN-Sicherheitsrates bis zum 30. Juni 2012.
Am 20. November 2012 übernahmen kongolesische Rebellen der Gruppe M23, Gegner der Kabila-Regierung, innerhalb weniger Stunden die Kontrolle in der Provinzhauptstadt Goma mit einer Million Einwohner. Weder Regierungsarmee noch UN-Soldaten konnten sie aufhalten. Die Rebellen wurden von dem desertierten kongolesischen General Bosco Ntaganda angeführt, der sich selbst „Terminator“ nennt und seit 2008 vom Internationalen Strafgerichtshof wegen Kriegsverbrechen gesucht wird, aber unbehelligt in Goma lebte. Durch den Vormarsch der Rebellen in Ostkongo waren bis zu 450.000 Menschen auf der Flucht; der UN-Sicherheitsrat verlangte Sanktionen gegen deren Anführer. Zahlreiche Entwicklungsorganisationen hatten bereits zuvor ihre Mitarbeiter aus der Region nach Ruanda in Sicherheit gebracht, auch die UN zogen Mitarbeiter ihrer Friedensmission ab.
Am 28. März 2013 beschloss der UN-Sicherheitsrat in der Resolution 2098, innerhalb der MONUSCO eine Brigade mit offensivem Mandat, die Force Intervention Brigade (FIB), bestehend aus 3069 Soldaten einzurichten. Diese soll im Osten des Kongos – allein oder mit der kongolesischen Regierungsarmee FARDC – aktiv gegen Rebellengruppen vorgehen können. Mit ihrem offensiven Mandat und dessen Umsetzung stellte die Force Intervention Brigade ein Novum innerhalb der UN-Friedensmissionen dar.
Im August 2013 übernahm der Deutsche Martin Kobler die Leitung für eineinhalb Jahre bis April 2015.
2014 versuchten die MONUSCO und die Armee des Kongo einen Plan zum gemeinsamen Vorgehen gegen die FDLR zu entwickeln. Dies scheiterte, da Kongos Präsident Joseph Kabila auf der Federführung der Armee bestand. Gegen viele der Armee-Kommandanten liefen aber Ermittlungen der UN wegen Beteiligung an Kriegsverbrechen; eine Zusammenarbeit mit ihnen ist der MONUSCO nicht erlaubt. Mitte Februar 2015 begann die Armee des Kongo dann alleine mit ihrer Offensive gegen die FDLR.
Der Nigrer Maman Sambo Sidikou wurde im Oktober 2015 Leiter der Mission.
Mit der Resolution 2348 verlängerte der UN-Sicherheitsrat die Mission bis zum 31. März 2018, verringerte aber gleichzeitig die Truppenstärke auf 16.215 Soldaten.
Am 16. November 2018 wurden bei einem Angriff islamistischer Terroristen der ugandischen Allied Democratic Forces (ADF) in Beni sechs malawische und ein tansanischer Blauhelmsoldat der MONUSCO getötet und zehn weitere verletzt.
Mit der Resolution 2049 verlängerte der UN-Sicherheitsrat die Mission bis zum 31. März 2019.
Im September 2022 verließ das ukrainische Kontingent der Monusco die DR Kongo, um im eigenen Land gegen die russischen Invasionstruppen zu kämpfen, die die Ukraine im Februar des Jahres überfallen hatten. Die MONUSCO war damit die letzte UN-Friedensmission, an der nach dem russischen Überfall noch ukrainische Truppen beteiligt waren. Der Abzug der ukrainischen Truppen, die mit acht Maschinen ein Drittel der MONUSCO-Hubschrauberflotte gestellt hatten, war bei seiner Ankündigung im März 2022 von Diplomaten als ernstes Problem für die UN-Truppe gewertet worden.
Im Januar 2025 kamen bei Kämpfen außerhalb von Goma dreizehn Friedenssoldaten ums Leben. Von diesen stammten neun aus Südafrika, drei aus Malawi und einer aus Uruguay. Weitere vier wurden verletzt. Mindestens zwei der Soldaten waren Teil der MONUSO.

## Kritik
Die MONUC/MONUSCO wird unter anderem deswegen kritisiert, weil sie zum größten Teil aus Soldaten besteht, die selbst aus Ländern stammen, in denen es keine Demokratie gibt (zum Beispiel Pakistan oder Nepal) und es so nur schwer verständlich sei, wie diese dem Kongo Demokratie bringen sollten. Außerdem sei die Ausrüstung mit der einer Dritte-Welt-Armee zu vergleichen.
2004/2005 wurden Angehörige der MONUC des sexuellen Missbrauchs Minderjähriger beschuldigt.
Pakistanische Soldaten sollen sich laut BBC an illegalem Gold- und Waffenhandel mit Milizen in Ituri beteiligt haben, und eine Untersuchung darüber sei aus politischen Gründen zurückgehalten worden; die pakistanische Regierung wies diese Vorwürfe zurück.
Aus kongolesischen Kreisen verlautete, die MONUC schütze die Bevölkerung nicht oder nur ungenügend vor Rebellen. Ende Oktober 2008 griff sie erst ein, als tausende von Zivilisten das regionale Hauptquartier in Goma und andere UN-Einrichtungen mit Steinen angegriffen hatten.
Abgesehen von den indischen und pakistanischen Truppen verfügt der Großteil der eingesetzten Soldaten über keine ausreichende militärische Ausbildung. So stellt Uruguay beispielsweise Zivilisten für das Kontingent, die über Zeitungsannoncen rekrutiert wurden und ein zweiwöchiges Training erhielten. Europäische Soldaten sind nur auf Führungsebene vertreten.
Im August 2010 war die UN-Mission erneut massiver Kritik ausgesetzt. Die Soldaten sollen bei der Massenvergewaltigung in Luvungi nicht eingegriffen haben.
Im Juni 2022 beschuldigte Ruanda die MONUSCO-Mission, dass sie sich einseitig in dem kongolesisch-ruandischen Konflikt auf die kongolesische Seite geschlagen habe.

## Organisation

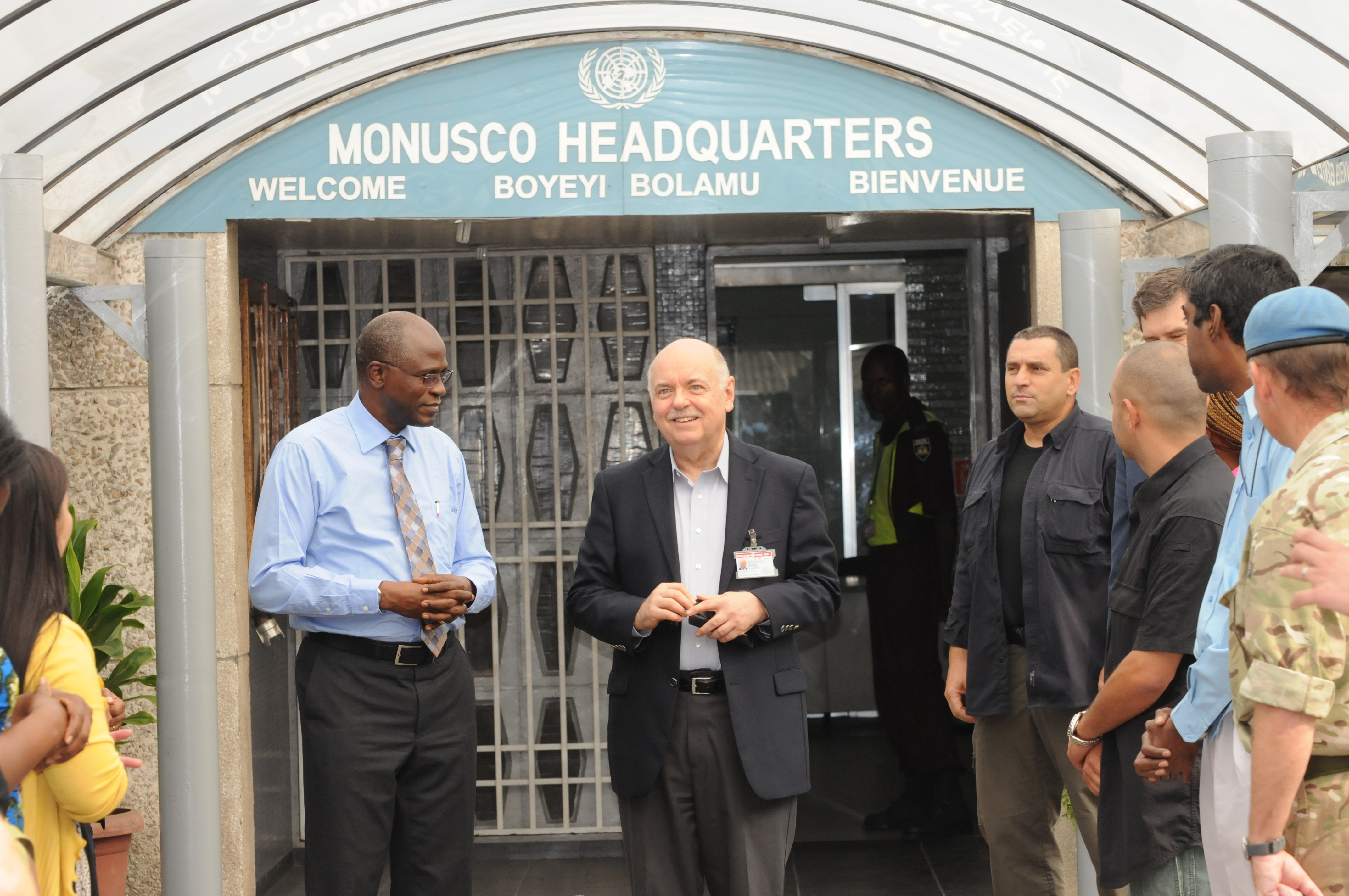
Roger Meece vor dem Hauptquartier von MONUSCO

Das Hauptquartier für die MONUSCO wurde in Kinshasa eingerichtet. Die Demokratische Republik Kongo wurde in sechs Sektoren eingeteilt, jeweils mit einem Stabsquartier.
- HQ MONUSCO: Kinshasa
- Sektor 1: Mbandaka
- Sektor 2: Kisangani
- Sektor 3: Kananga
- Sektor 4: Kalemie
- Sektor 5: Kindu
- Sektor 6: Bunia

### Force Commander
| Nr. | Name                                                 | Nationalität | Beginn der Berufung | Ende der Berufung | Bemerkungen             |
| --- | ---------------------------------------------------- | ------------ | ------------------- | ----------------- | ----------------------- |
| 01. | Generalmajor Mountaga Diallo                         | Senegal      | März 2000           | Jan. 2004         |                         |
| 02. | Generalmajor Samaila Iliya                           | Nigeria      | Jan. 2004           | Feb. 2005         |                         |
| 03. | Generalleutnant Babacar Gaye                         | Senegal      | Feb. 2005           | Juli 2010         |                         |
| 04. | Generalleutnant Chander Prakash                      | Indien       | Juli 2010           | März 2013         |                         |
| 05. | Generalleutnant Carlos Alberto dos Santos Cruz       | Brasilien    | Apr. 2013           | Dez. 2015         |                         |
| 06. | Generalleutnant Derrick Mgwebi                       | Südafrika    | Dez. 2015           | Jan. 2018         |                         |
| 07. | interim: Generalmajor Bernard Commins                | Frankreich   | Jan. 2018           | Apr. 2018         | Deputy Force Commander. |
| 08. | Generalleutnant Elias Rodrigues Martins Filho        | Brasilien    | Apr. 2018           | Dez. 2019         |                         |
| 09. | Generalleutnant Ricardo Augusto Ferreira Costa Neves | Brasilien    | Dez. 2019           |                   |                         |
| 08. | Generalleutnant Marcos de Sá Affonso da Costa        | Brasilien    |                     | Feb. 2023         |                         |
| 09. | Generalleutnant Otávio Rodrigues De Miranda Filho    | Brasilien    | März 2023           | amtierend         |                         |